# Zeev Engelmayer
Zeev Engelmayer (în ebraică: זאב אנגלמאייר, n.1962 Kiryat Ono) este un artist plastic creator de benzi desenate (comix), caricaturist și ilustrator israelian.
A publicat în cursul anilor în presa israeliană convențională și alternativă, a creat cărți de benzi desenate, proiecte de animație etc. Considerat „copilul teribil al ilustrației” din țara sa, lucrările sale se caracterizează printr-un umor fantezist, un stil pregnant și acid, folosindu patrimoniul vizual specific al Israelului.
Zeev Engelmayer s-a născut în familia al profesorului de sport și pictorului amator, Yami Engelmayer  și al profesoarei de sport și dans Rahel, născută Binder. Bunicul din partea mamei, Yehuda Binder, a fost campion de box al Israelului și jucător de volei.  Artistul și-a petrecut copilăria în orășelul natal, Kiryat Ono, nu departe de Tel Aviv. O vreme a învățat să cânte la pian. Timp de trei ani a trăit cu familia în Winnipeg, în Canada. Serviciul militar l-a făcut ca ziarist la  gazeta forțelor de artilerie. Încă atunci, a avut prima sa expoziție de desene și picturi la Casa Soldatului (Beit Hahayal) din Tel Aviv. Ulterior a studiat la Academia de arte plastice Betzalel din Ierusalim. S-a căsătorit cu colegă de școală, Gila.
Din 1989 Engelmayer a publicat benzi desenate în ziare ca „Yediot Aharonot”, „Kol Hayir” și „Hadashot”, și diverse reviste. El trăiește și lucrează la Tel Aviv și predă la Colegiul Shenkar din Ramat Gan. 
Opera sa a fost un timp influențată de dadaism. Multeori, el lucrează
ajutându-se de colaje.

## Vezi și
- Listă de caricaturiști